# San Marino CEPU Open 2013
Il San Marino CEPU Open 2013 è stato un torneo di tennis facente parte della categoria ATP Challenger Tour nell'ambito dell'ATP Challenger Tour 2013. È stata la 26ª edizione del torneo che si è giocata nella Città di San Marino a San Marino dal 5 all'11 agosto 2013 su campi in terra rossa e aveva un montepremi di €85,000+H.

## Partecipanti singolare

### Teste di serie
| Nazionalità | Giocatore            | Ranking* | Testa di serie |
| ----------- | -------------------- | -------- | -------------- |
| Spagna      | Daniel Gimeno Traver | 62       | 1              |
| Romania     | Adrian Ungur         | 92       | 2              |
| Francia     | Guillaume Rufin      | 96       | 3              |
| Rep. Ceca   | Jiří Veselý          | 98       | 4              |
| Germania    | Jan-Lennard Struff   | 103      | 5              |
| Italia      | Filippo Volandri     | 105      | 6              |
| Paesi Bassi | Jesse Huta Galung    | 110      | 7              |
| Slovenia    | Blaž Kavčič          | 120      | 8              |

- Ranking al 30 luglio 2013.

### Altri partecipanti
Giocatori che hanno ricevuto una wild card:
- Marco Cecchinato
- Alessandro Giannessi
- Gianluigi Quinzi
- Stefano Travaglia

Giocatori che sono passati dalle qualificazioni:
- Federico Gaio
- Roberto Marcora
- Matteo Trevisan
- Adelchi Virgili

## Vincitori

### Singolare
Marco Cecchinato ha battuto in finale  Filippo Volandri con il punteggio di 6–3, 6–4.

### Doppio
Nicholas Monroe /  Simon Stadler hanno battuto in finale  Daniele Bracciali /  Florin Mergea con il punteggio di 6–2, 6–4.